# Lars Lürig
Lars Lürig (* 19. September 1975 in Mülheim an der Ruhr) ist Goldmedaillengewinner bei den Paralympics und ehemaliger Weltrekordhalter im Schwimmen. Lürig wurde mit Dysmelie geboren.

## Sport
Lürig war Teilnehmer der Paralympics 1992 in Barcelona, 1996 in Atlanta und 2000 in Sydney. 1996 holte er Gold und den Weltrekord über 200 m Freistil der Klasse S5 sowie Silber über 50 m und 100 m Freistil. Im Anschluss an die Spiele wurde er mit der höchsten Ehrung für deutsche Sportler, dem Silbernen Lorbeerblatt, ausgezeichnet. Daneben erhielt er die Sportplakette und wurde 1996 Behindertensportler des Jahres in Nordrhein-Westfalen. 1994 wurde Lürig in Valletta Weltmeister über 200 m Freistil und blieb bis zu den Paralympics 2000 über diese Strecke unbesiegt. 1998 wurde er vierfacher Weltmeister (50 m, 100 m, 200 m Freistil, 4 × 50-m-Lagenstaffel) in Christchurch, Neuseeland.
Bei den Spielen 2000 in Sydney riss die Siegesserie über seiner Paradestrecke und mit einer Bronzemedaille beendete er seine aktive Sportlerkarriere.

## Weitere Laufbahn
Im Anschluss an seine sportliche Karriere entschloss sich Lürig für den Lehrerberuf. Seine Examensarbeit schrieb er über das Thema: Die Diskussion um den Emissionshandel in der Europäischen Union.
Ab 2006 unterrichtete er am Maria-Sibylla-Merian Gymnasium in Telgte die Fächer Englisch und Sozialwissenschaften. Zurzeit ist er an der Luisenschule Mülheim tätig.